# Britské noviny

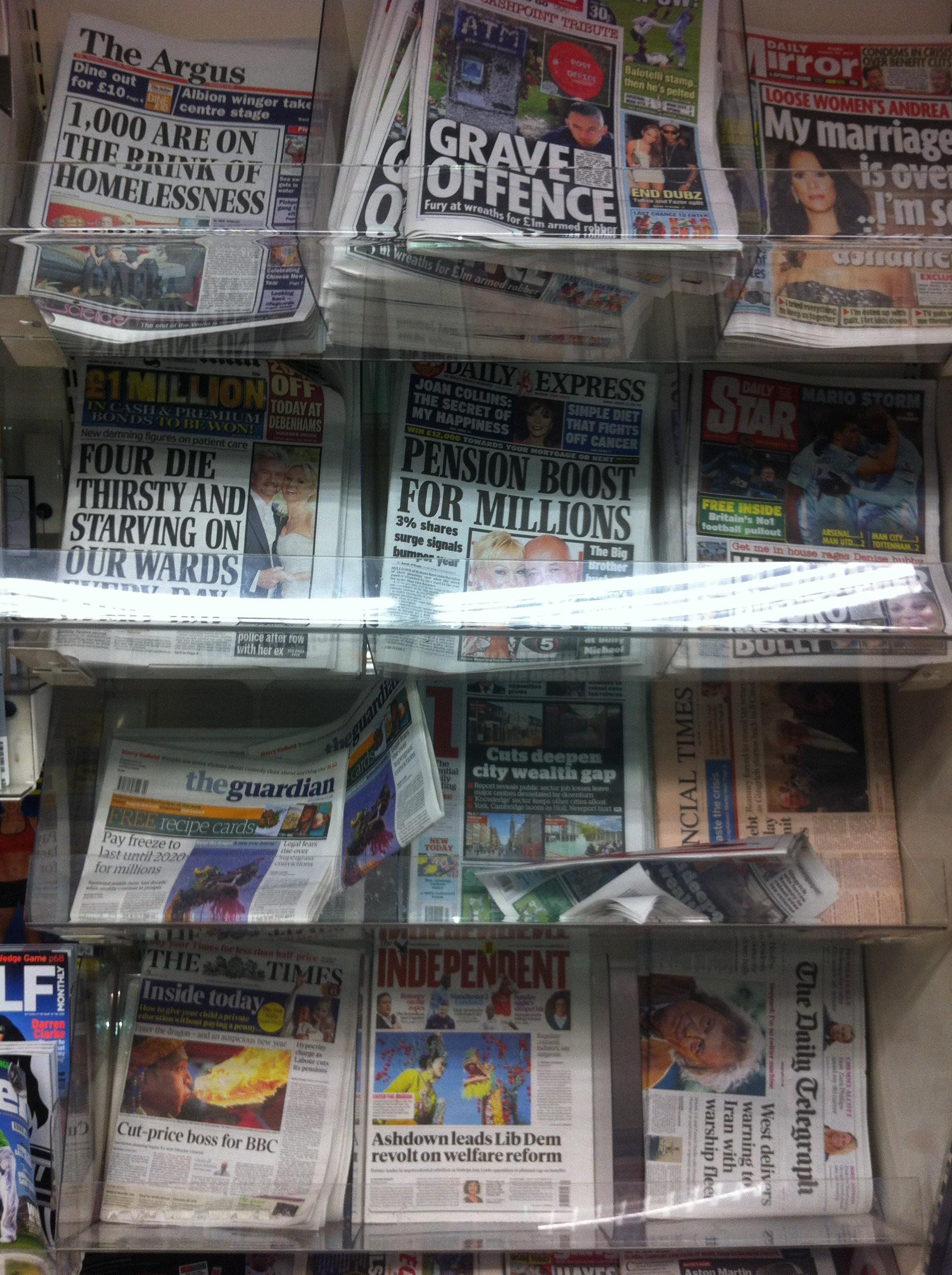
Britské noviny vystavené v trafice, 2012. Jsou patrné rozdíly mezi formáty, The Times se smrskly na tabloid v roce 2004.

Mezi denní tisk ve Spojeném království patří nejlepší deníky na světě, ale také nejhorší. Britské noviny se tradičně dělily již na první pohled formátem na rozměrné seriózní broadsheety, a bulvární tabloidy, i když dnes (2013) to už tak docela neplatí.
Nejčtenější z broadsheetů je s 550 tisíci prodaných výtisků konzervativní a pravicový The Daily Telegraph, mezi jehož čtenáři je přes 60 % voličů Konzervativní strany. Následují středo-pravicové The Times, které vydává News Corporation patřící Rupertu Murdochovi. Na třetí příčce čtenosti je „i“, minivarianta nezávislého středopravicového deníku The Independent, který je sám mezi broadsheety na posledním místě podle čtenosti. Následují Financial Times, politicky nevyhraněné, ale hájící ekonomickou liberalizaci. Předposlední v tabulce je The Guardian, orientací středo-levicový a sociálně-liberální, který je naopak na čele v návštěvnosti svých internetových stránek.
Z levnějších tabloidů se k nejčtenějším řadí The Sun (taktéž ve vlastnictví skupiny Ruperta Murdocha), Daily Mail, Daily Mirror, Evening Standard a další.